# Patrick Roy
Patrick Jacques Roy (Quebec, 5 de Outubro de 1965) é um ex-jogador de hóquei no gelo canadense. Atualmente, é técnico do New York Islanders. Em 2017, Roy foi nomeado um dos 100 maiores jogadores da história da NHL.
Apelidado de "Saint Patrick", Roy dividiu sua carreira de jogador na National Hockey League entre o Montreal Canadiens, com quem jogou por 11 anos, e o Colorado Avalanche, com quem jogou por oito anos. Roy ganhou quatro Copas Stanley durante sua carreira. 
Em 2004, Roy foi eleito o maior goleiro da história da NHL por um painel de 41 escritores, juntamente com uma votação simultânea de fãs. Em 13 de novembro de 2006, Roy foi introduzido no Hockey Hall of Fame. Ele é o único jogador na história da NHL a ganhar o Troféu Conn Smythe (prêmio dado ao Jogador Mais Valioso nos  playoffs da Copa Stanley) três vezes, o único a fazê-lo em três décadas diferentes (décadas de 1980, 1990, e 2000), e o único a fazê-lo por duas equipes. A camisa 33 de Roy foi aposentada pelos Canadiens e Avalanche.
Roy é amplamente creditado por popularizar o estilo borboleta de goleiro, que desde então se tornou o estilo dominante de goleiro em todo o mundo. Atualmente, ele atua como  gerente geral  e treinador principal do  Quebec Remparts  da  Quebec Major Junior Hockey League.  

## Carreira Profissional

### Montreal Canadiens
Roy foi o goleiro do Montreal Canadiens por 10 anos, entre 1985 e 1995. Durante esse período, ele ajudou o time em uma série de conquistas.
Em 1986, com apenas 20 anos de idade, Roy levou o time à conquista da Stanley Cup em sua primeira temporada como jogador. Sua performance também lhe rendeu o Troféu Conn Smythe daquele ano. Patrick Roy é o jogador mais novo a ter ganho esse prêmio
Em 1993, Roy repetiria o feito, conquistando a Stanley Cup e o Troféu Conn Smythe novamente. Nesses playoffs, Roy também marcou outro recorde, o de 10 vitórias em prorrogação na pós-temporada.

### A troca para o Colorado Avalanche

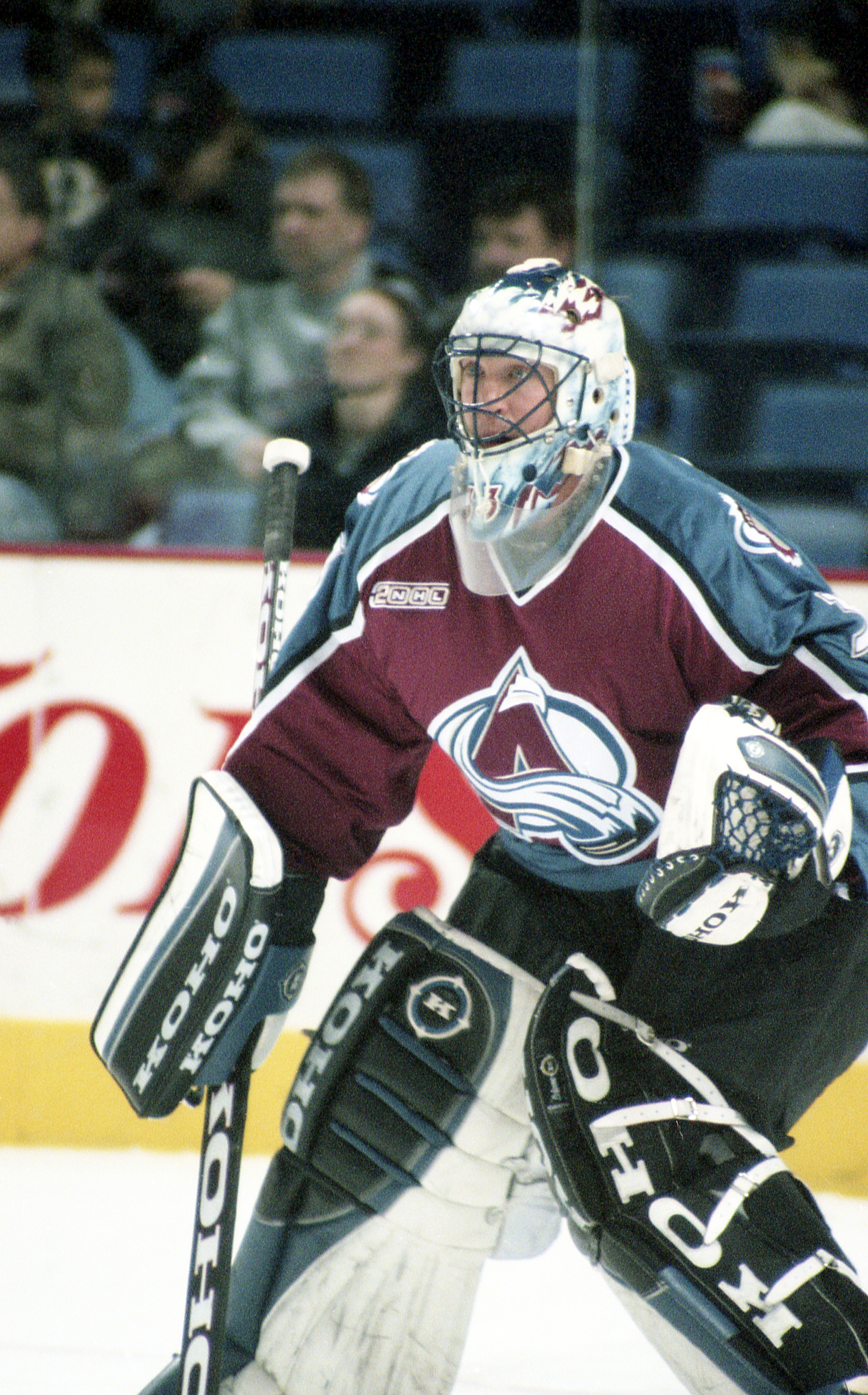
Roy pelo Avalanche em 1999

No dia 2 de Dezembro de 1995, o Montreal Canadiens iria jogar contra o Detroit Red Wings. Patrick Roy estava tendo uma partida visivelmente ruim, mas o técnico do Canadiens, Mario Tremblay, esperou que Roy sofresse 9 gols até retirá-lo do jogo, ainda no segundo período.
A relação entre Roy e Tremblay sempre foi muito complicada, desde os tempos em que Roy era um jovem goleiro, e Tremblay era um comentarista esportivo que sempre o criticava.
Ao sair do jogo irritado, Roy pôde ser visto dizendo ao presidente do Montreal Canadiens que aquela havia sido sua última partida pelo Canadiens. Mais tarde, Roy explicou à mídia que ele não jogaria mais pelo time de Montreal enquanto Tremblay fosse o técnico.
Quatro dias depois, Roy foi trocado para o Colorado Avalanche, junto com o capitão Mike Keane, pelos jogadores Jocelyn Thibault, Martin Rucinsky e Andrei Kovalenko.

### Colorado Avalanche

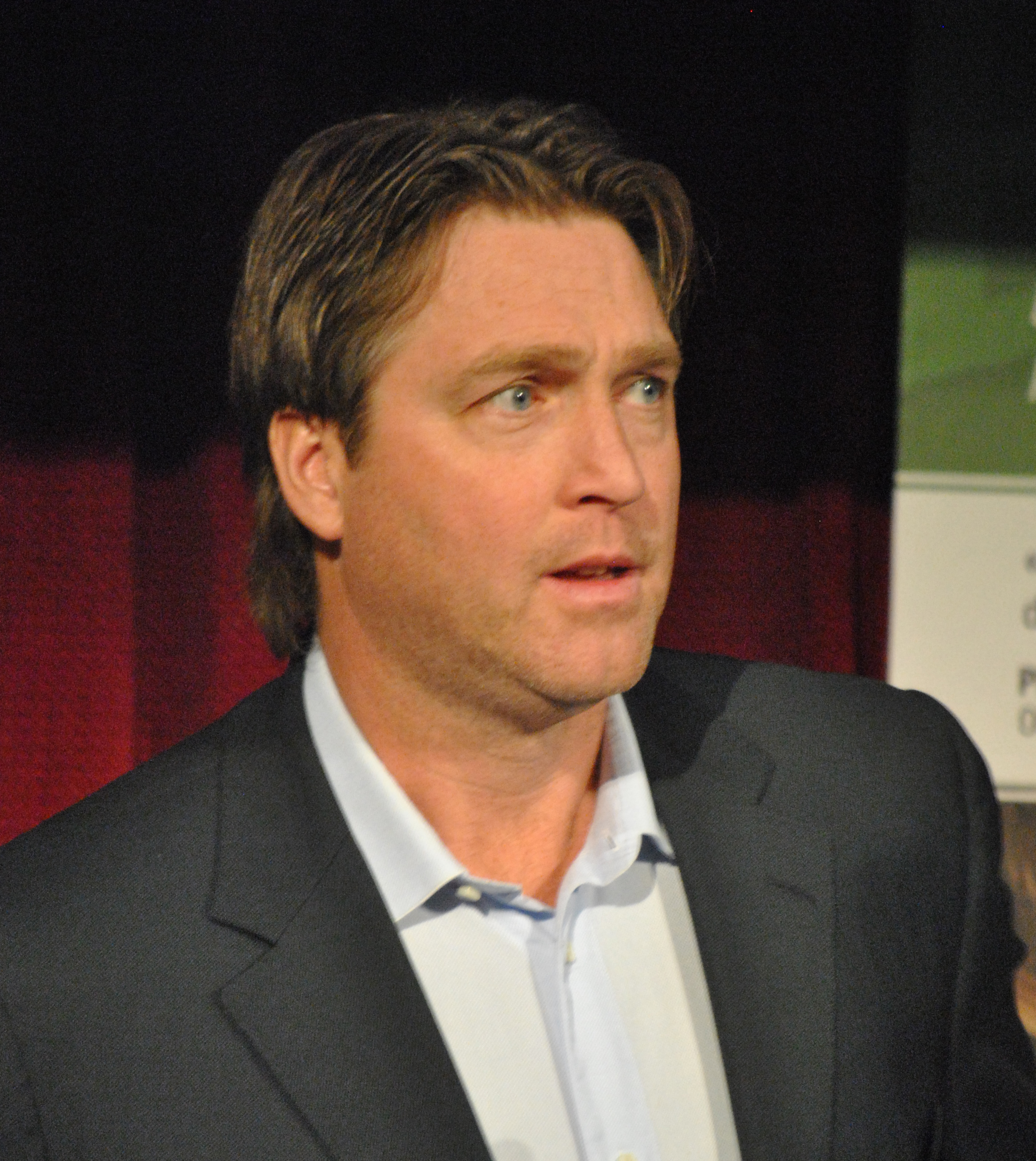
Roy em 2010

Motivado com a troca, Roy ajudou o time do Colorado Avalanche a conquistar sua primeira Stanley Cup logo em sua primeira temporada, 1995-1996. Em 2001, Roy conquistou a sua quarta Stanley Cup, e seu terceiro Troféu Conn Smythe.
O Colorado Avalanche conquistou o título da Divisão Noroeste por 8 anos seguidos, enquanto Roy esteve no time, o que é um recorde na NHL. Roy foi o goleiro titular do Avalanche até 2003, quando se aposentou. 
No dia 28 de Outubro de 2003, o Colorado Avalanche aposentou o número 33 usado por Patrick Roy em sua carreira. Os Canadiens fizeram o mesmo.
Em 2013, Roy foi anunciado como novo técnico do Avalanche ao mesmo tempo em que seu ex-parceiro nos títulos Joe Sakic virava gerente geral da equipe. Sob Roy o Avalanche viu uma revitalização depois de acabar em penúltimo na temporada anterior, vencendo a Divisão Central na temporada 2013-14.

## Prêmios
- Time de Calouros da NHL - 1986
- Participou de 11 Jogos das Estrelas - 1988, 1990, 1991, 1992, 1993, 1994, 1997, 1998, 2001, 2002, 2003
- Troféu Conn Smythe - 1986, 1993, 2001
- Troféu William M. Jennings - 1987, 1988, 1989, 1992, 2002
- Troféu Vezina - 1989, 1990, 1992
- Em 1998, foi classificado na posição número 35 na lista dos 100 Melhores Jogadores de Hóquei da revista The Hockey News'
- Hall da Fama dos Esportes de Colorado - 2004
- Hall da Fama do Hóquei - 2006

## Recordes
- Maior número de jogos de Playoffs como goleiro na NHL (247)
- Maior número de vitórias de Playoffs como goleiro na NHL (151)
- Maior vencedor de Troféus Conn Smythe (3)

1. ↑  «The Hockey News: Best Goalie». ESPN.com (em inglês). 22 de novembro de 2004. Consultado em 7 de abril de 2023
2. ↑  «100 Greatest NHL Players». NHL.com (em inglês). Consultado em 7 de abril de 2023
3. ↑  «The Hockey News: Best Goalie». ESPN.com (em inglês). 22 de novembro de 2004. Consultado em 7 de abril de 2023
4. ↑  «Imitators of Patrick Roy's butterfly style have thrived on ice—but have also been forced into surgery»
5. ↑  «Welcome to NHL.com for Kids». web.archive.org. 1 de outubro de 2011. Consultado em 7 de abril de 2023